# Faëthón (Hendrick Goltzius)
Faëthón je součástí cyklu čtyř unikátních mědirytů Hendricka Goltziuse na téma Zavrženci (Pády) z roku 1588, které vytvořil podle grisaillových předloh svého přítele Cornelise van Harlem, spoluzakladatele malířské akademie v Haarlemu. Grafický list je součástí sbírky grafiky a kresby Národní galerie v Praze.

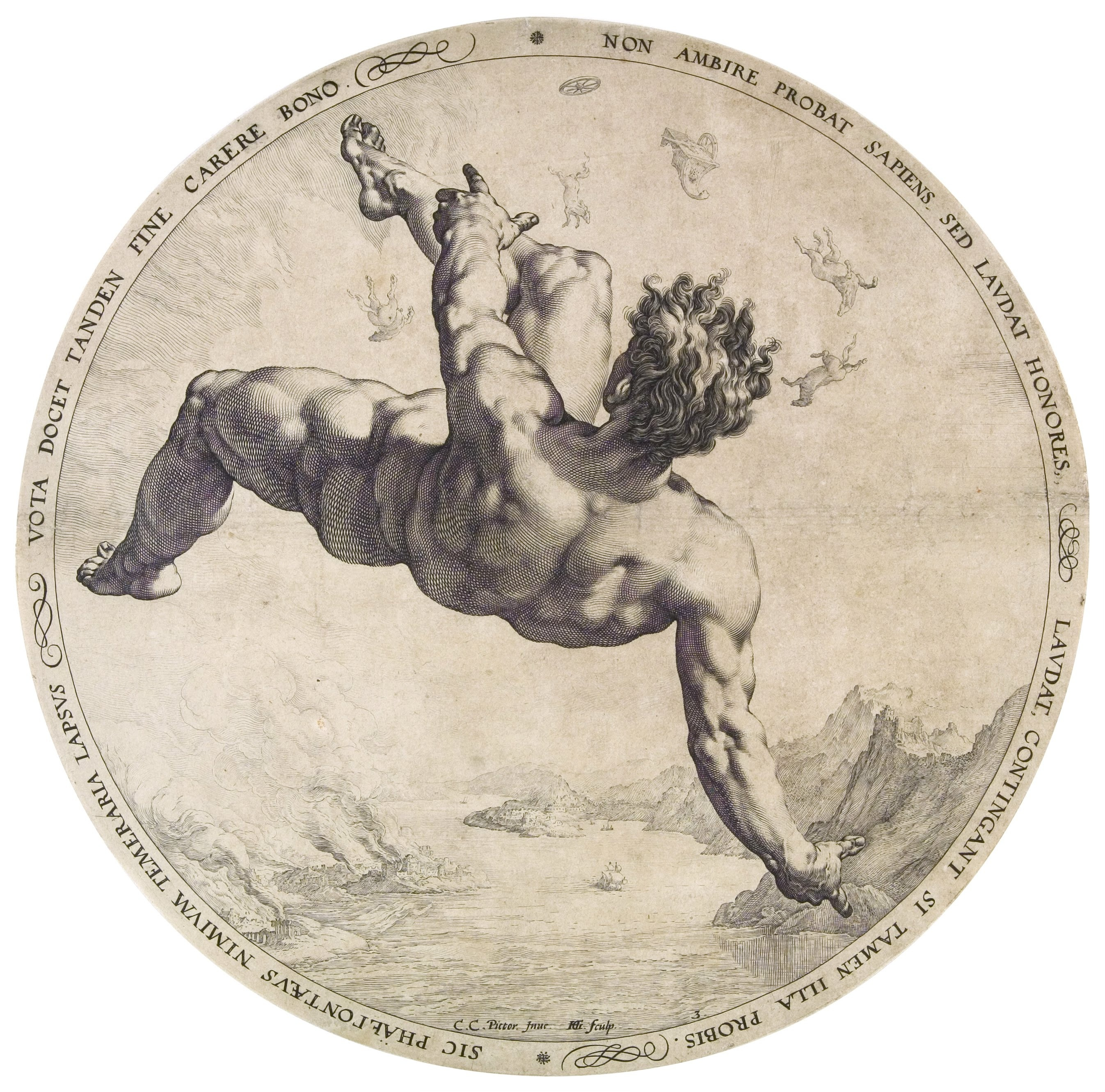
Hendrick Goltzius - Phaethon - Google Arts & Culture

## Popis a zařazení
Mědiryt, 1. stav, papír s filigránem. Průměr 330 mm. Získáno převodem z Národního muzea roku 1949, restaurováno 2008. Inv. č. R 140151.
Čtyři grafická tonda zobrazují postavy řecké mytologie, které se provinily proti bohům a byly potrestány pádem z nebes (Faëthón a Ikarus) nebo do podsvětí (Tantalus a Ixión). Každý z grafických listů ukazuje tutéž postavu z různých úhlů, jak je patrné z anonymní kresby, která jako poctu Goltziovi sloučila jeho rytiny do jediné virtuózní kompozice čtyř mužských aktů. Inspirací k rytině mohl být lept Goltziova učitele Dircka Volkertsz. Coornherta, podle předlohy Maertense van Heemskerck, The Dangers of Human Ambition, 1549. Goltzius také znal rytiny Cornelise Corta podle Tiziánových obrazů Tityus a Sisyphus (1548-1553) a grafické listy reprodukující Michelangelův Poslední soud v Sixtinské kapli. Svou virtuózní technikou se snaží tyto vzory překonat.
Jemně ryté krajinné pozadí s hořícími městy v závoji kouře a horami s řekou Éridan rámuje volný pád Faëthóna a jeho spřežení, zasaženého Jupiterovým bleskem. Goltzius převedl kresbu do grafického listu v obtížné perspektivní zkratce a zachoval dokonalou trojrozměrnou iluzi volného pádu i vzdušnou perspektivu. Umělec ovládal rytí linií s proměnlivou šířkou, kterými tvořil vzájemně propletené sítě šrafů a modeloval jimi plastické tvary, hluboké stíny i plochy ozářené sluncem. Jeho figury se záměrně zdůrazněnými anatomickými detaily ve výrazném reliéfu jsou vědomým popřením klasicismu a řadí dílo k vrcholným projevům manýrismu.
Goltziovo dílo nepřestává inspirovat ani současné umělce, jak svědčí velkoformátový přepis Faëthóna na městských zdech, nebo dílo, které vytvořil Baptiste Debombourg pomocí kancelářských svorek.

### CyklusPádya jeho předlohy

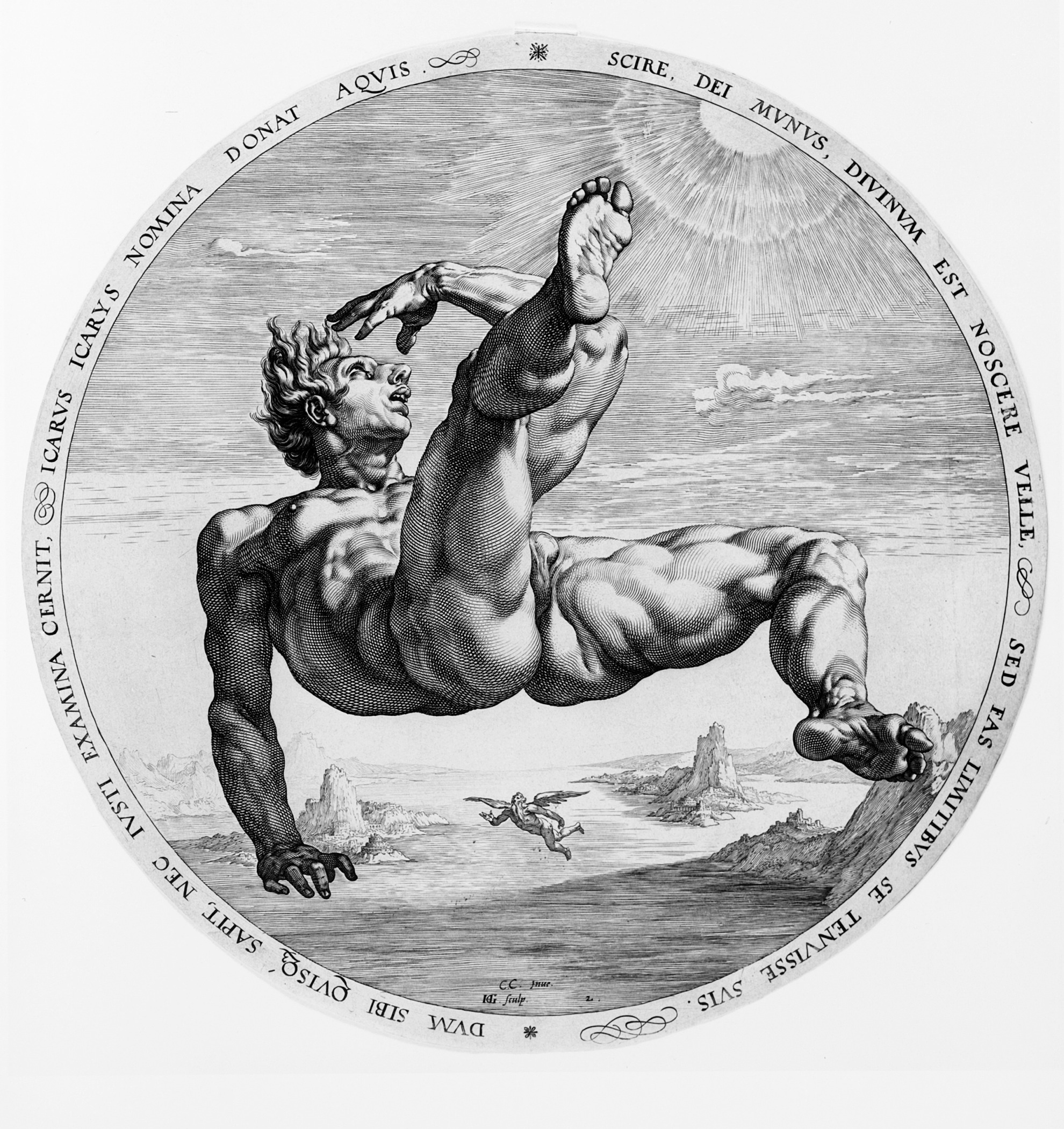
Hendrick Goltzius – Ikarus
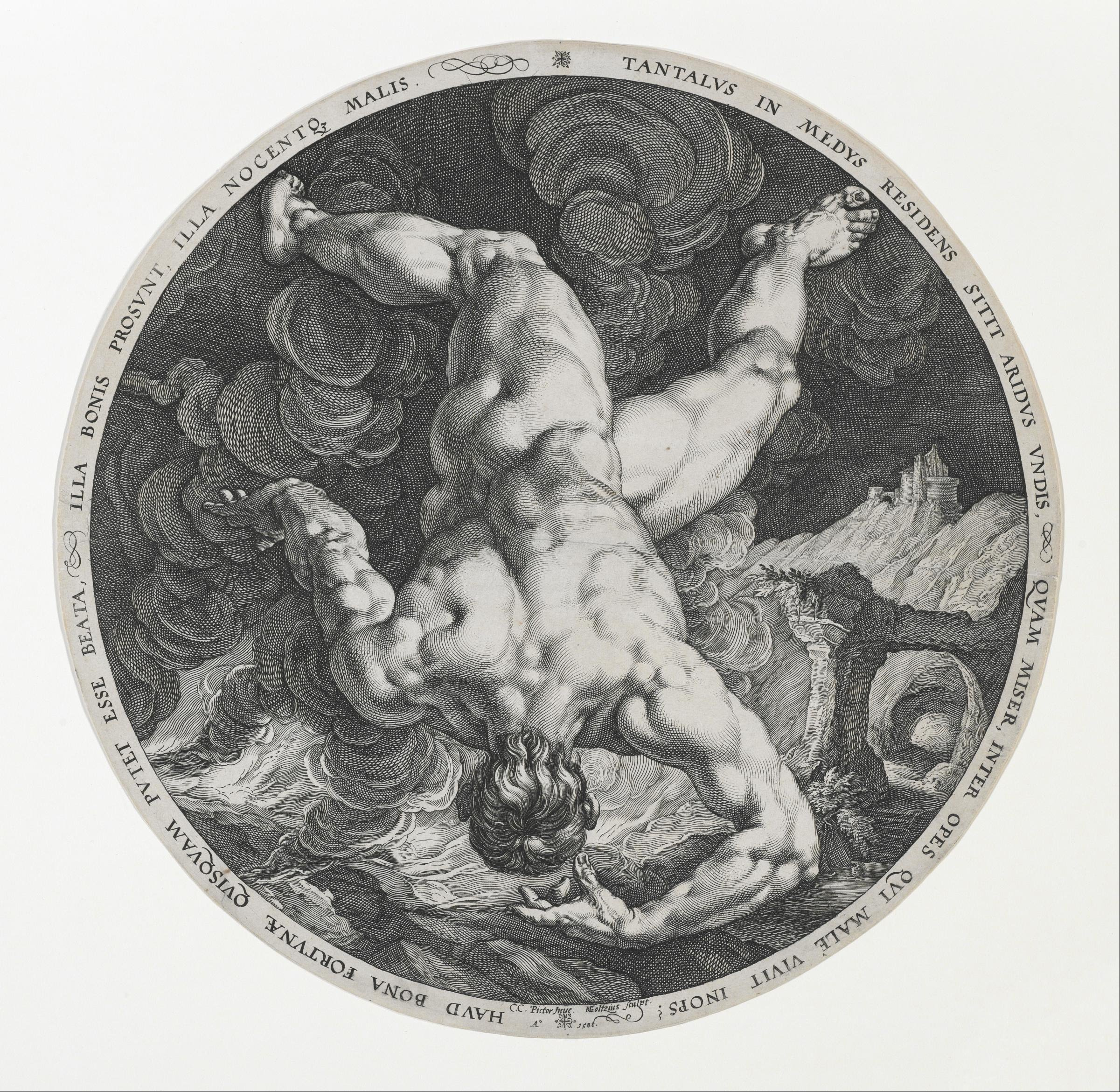
Hendrick Goltzius – Tantalus – Google Arts & Culture
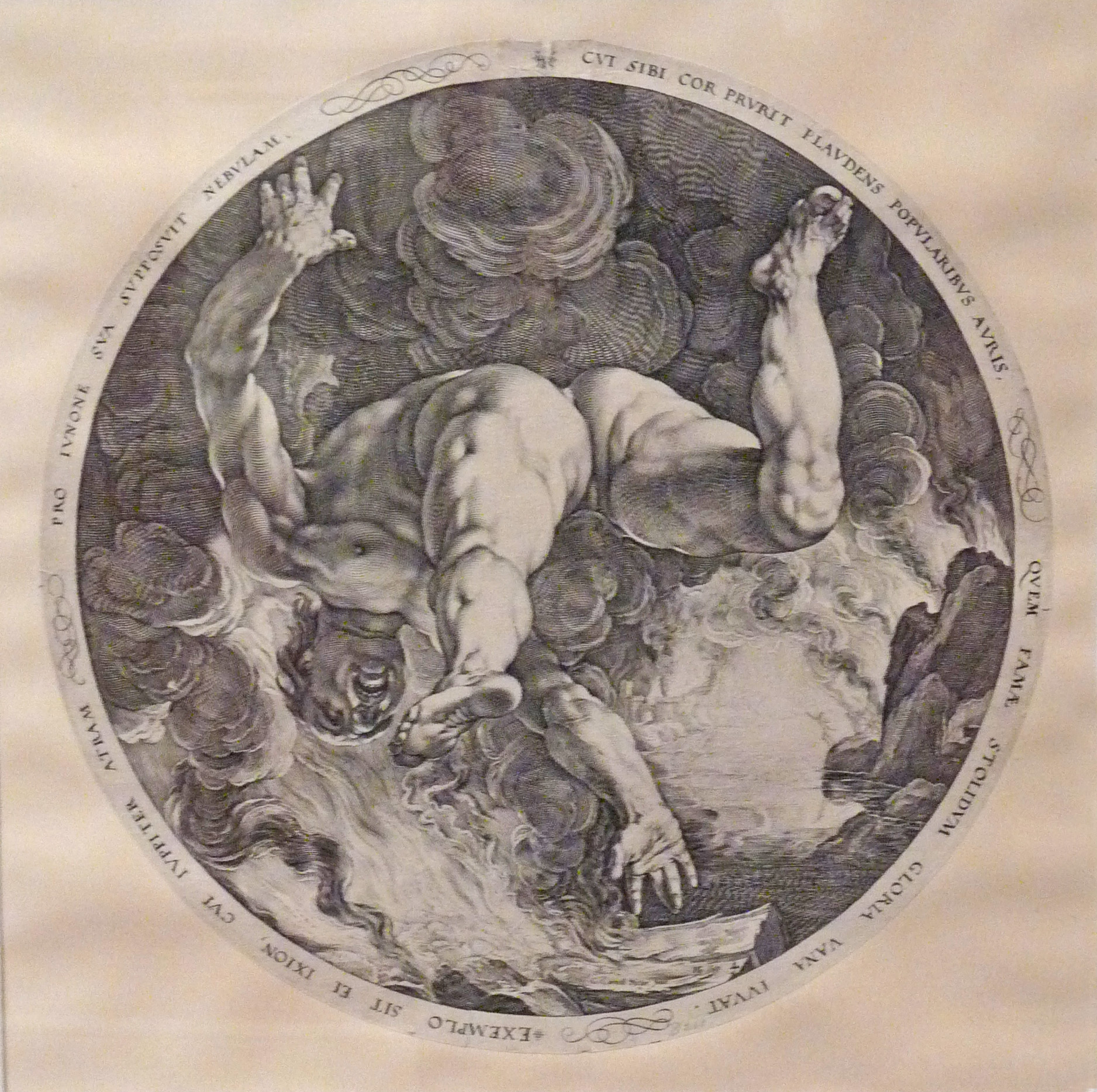
Hendrick Goltzius – Ixión
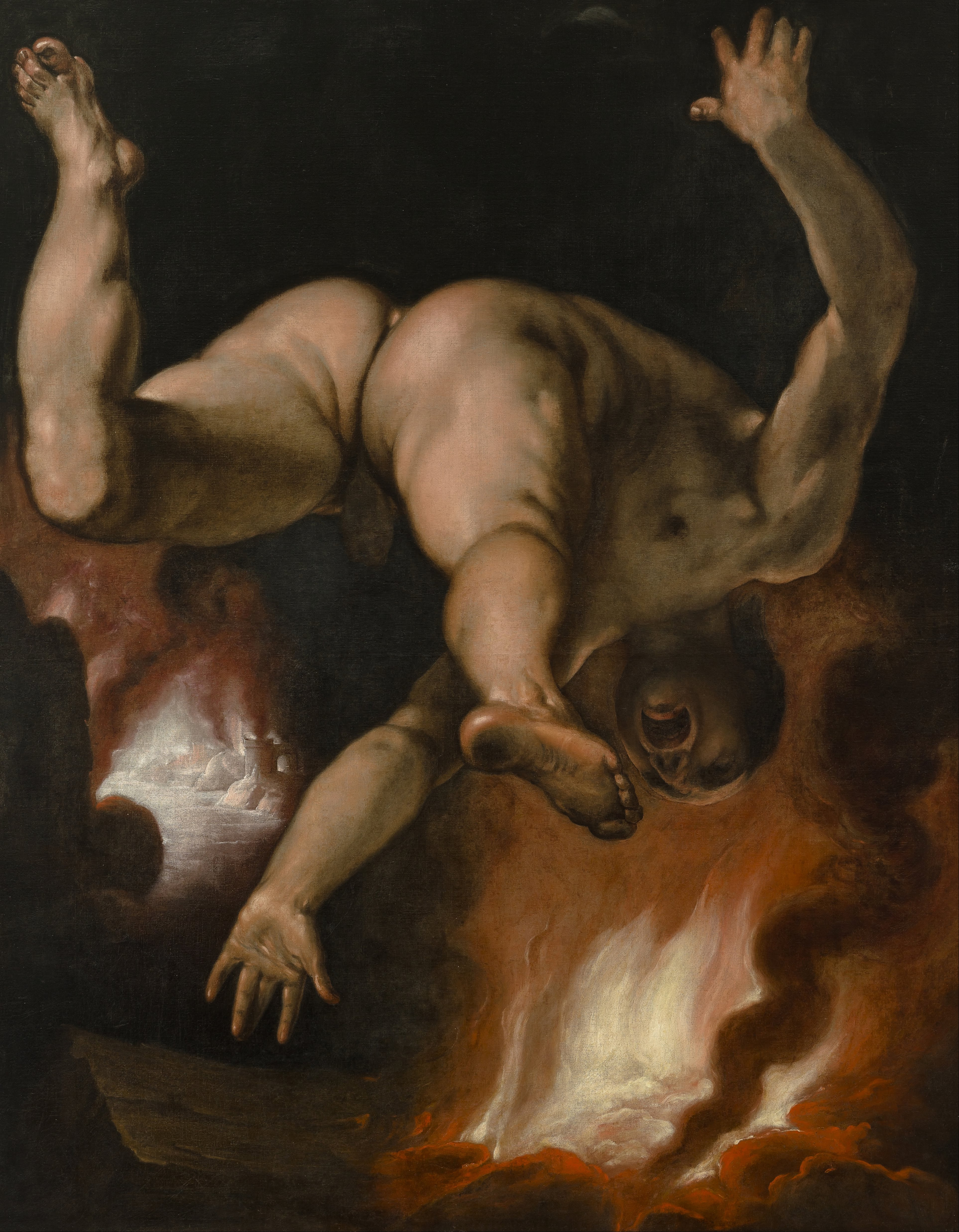
Cornelis van Haarlem, Pád Ixia (1588) – Google Arts & Culture
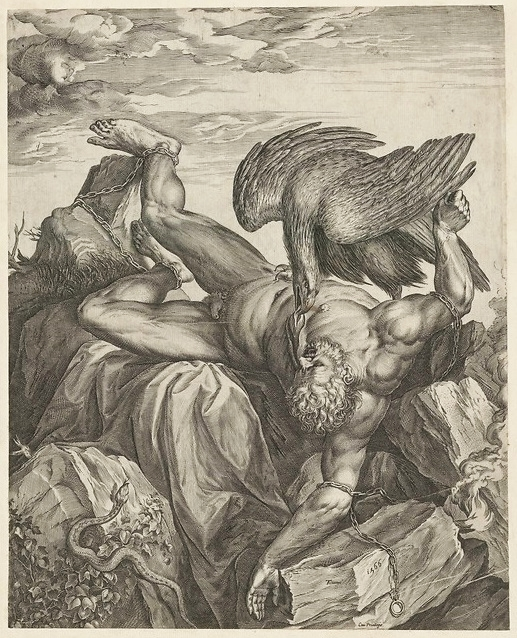
Cornelis Cort Tityus (Prometheus), 1566, podle Tiziana